# 고노 준이치
고노 준이치(일본어: 高野 純一, 1992년 1월 21일 ~ )는 일본의 전 축구 선수이다.

## 구단 경력
과거 FC 류큐에서 활동하였다.